# Mroczna plaża
Mroczna plaża (tytuł oryg. Lost Things) – australijski film fabularny (horror) z 2003 roku, napisany przez Stephena Sewella oraz wyreżyserowany przez Martina Murphy’ego. Premiera filmu miała miejsce 17 maja 2003 podczas Cannes Film Market.

## Opis fabuły
Czworo nastolatków wybiera się na odludną, nadmorską plażę, by tam spędzić dzień na zabawie i surfowaniu. Bohaterom od początku towarzyszy uczucie déjà vu. Sytuacja staje się napięta, gdy na plaży pojawia się zdziwaczały ekscentryk Zippo. Młodym grozi niebezpieczeństwo − jak się okazuje, zagrożeniem nie jest sam Zippo, jest ono niematerialne.

## Obsada
- Lenka Křipač − Emily
- Steve Le Marquand − Zippo
- Charlie Garber − Brad
- Leon Ford − Gary
- Alexandra Vaughan − Tracey

## Wydanie filmu
17 maja 2003 odbyła się światowa premiera filmu podczas Cannes Film Market we Francji. Jeszcze tego roku film wyświetlany był w trakcie niemieckiego Oldenburg International Film Festival oraz brytyjskiego Raindance Film Festival. W krajach tych, w 2004, Mroczną plażę zaprezentowano następnie widzom festiwali: Dead by Dawn Edinburgh Horror Film Festival, Commonwealth Film Festival, Cologne Fantasy Film Festival, Hamburg Fantasy Filmfest. Pod koniec roku 2004 obraz wydano do dystrybucji w rodzimej Australii.
W 2006 film miał swoją premierę w polskiej telewizji; jego emisji podjęła się stacja HBO. 7 lutego 2007 na dyskach DVD horror wydało IDG.
Film trafił do oficjalnej selekcji na Raindance Film Festival (2003) oraz Santa Barbara International Film Festival (2004).

## Opinie
Film zyskał pozytywne recenzje krytyków, chwalony był głównie za inteligentny, pełen świeżości scenariusz, niesztampowe zakończenie oraz aktorstwo.